# خالد محسن
خالد محسن (10 يناير 1998) هو لاعب كرة قدم لبناني-ألماني، يلعب كلاعب خط وسط لنادي الأنصار؛ ولد محسن في ألمانيا، وهو لبناني الأصل، لعب مباراة واحدة مع منتخب لبنان عام 2020.

## إحصائيات المهنة

### دولي
| الفريق الوطني | سنة     | الظهور | الأهداف |
| ------------- | ------- | ------ | ------- |
| لبنان         | 2020    | 1      | 0       |
| المجموع       | المجموع | 1      | 0       |

## الإنجازات
الأنصار
- وصيف كأس لبنان: 2021–22
- وصيف كأس النخبة اللبناني: 2022

## روابط خارجية
- خالد محسن على موقع قاعدة بيانات كرة القدم.إي يو (الإنجليزية)
- خالد محسن على موقع Soccerway.com (الإنجليزية)
- خالد محسن على موقع عالم كرة القدم.نت (الإنجليزية)